# Nando Fernandes
Fernando Fernandes, mais conhecido como Nando Fernandes (São Paulo, 1967) é um cantor e compositor brasileiro.
Atualmente, faz parte da banda Sinistra.

## Carreira
Participou de diversas bandas, como Cavalo Vapor, Deep Purple Tributo, Rock Memory e Rádio Show.
Nando Fernandes foi back vocal da cantora Wanessa Camargo durante a turnê do DVD Transparente, entre 2004 e 2005.
Participou de mais de 30 edições do Programa Raul Gil, onde fez parte da gravação do CD Usina de Talentos.
Já gravou diversos jingles publicitários para grandes empresas.
Em 2006, criou o projeto "A Voz do Rock", competição criada para promover cantores nacionais do rock e do metal.
Nando Fernandes gravou o álbum The Reason of Your Conviction em 2007 com Hangar, mas saiu da banda após o final da divulgação do projeto, em 2008.
Com a banda Rádio Show, em 2012, foi o vocalista na turnê brasileira do baixista Rudy Sarzo.
Em 2016, participou do álbum de tributo a Edu Falaschi, chamado A New Lease Of Life: 25th Anniversary Tribute, cantando a música "Heroes of Sand". Também nesse ano, substituiu Fabio Lione em alguns shows do Angra.
Em 2018, passou a integrar a banda Sinistra, com o baixista Luis Mariutti, o guitarrista Edu Ardanuy e o baterista Rafael Rosa. A banda é composta por grandes nomes do metal nacional e, que chega com uma proposta diferente de cantar heavy metal em português.
Foi o vocal nas turnês do baterista norte-americano Vinny Appice pelo Brasil, com cinco apresentações em 2018, duas em 2019 e cinco em 2023.
Em 2021, se uniu ao vocalista Renan Zonta para a criação do Brother Against Brother. O primeiro single da dupla foi “Valley of the Kings”.
No dia 22 de setembro de 2023, subiu ao palco do Espaço Unimed, em São Paulo, ao lado da banda Lynyrd Skynyrd, para cantar a música “Simple Man”.